# Ферментация
Ферментация е процесът на разграждане на въглехидратите при анаеробни условия до лактат и пируват (пирогроздена киселина) или други органични киселини. Има различни видове ферментации: млечнокисела, алкохолна, пропионовокисела, масленокисела, мравченокисела и други, като наименованието се образува от получаващите се крайни продукти.
Ферментацията е процес на енергетична продукция в клетката, извършващо се в анаеробна среда (без участие на кислород). Ферментацията или анаеробното окисление е тип анаеробно дишане, въпреки по-строгото определение, което съществува и определя ферментацията като дишане в анаеробна околна среда без външен акцептор на електрони.
Захарите са основния субстрат на ферментацията, и типичните примери за продукти от ферментация са етанол, млечна киселина и водород. Въпреки че в зависимост от типа на ферментация и типа на субстратите, като крайни продукти могат да се получат и по-различни производни, както например маслена киселина и ацетон. За маята е известно, че възбужда и ускорява процесите на ферментация в продукцията на етанол в бирите, вина и другите алкохолни напитки, заедно с продукцията на големи количества на въглероден диоксид.
Анаеробното дишане в мускулите на бозайниците при интензивни и неспецифични натоварвания (когато няма външен акцептор на електрони) е тип ферментация.

## Химични реакции
C6H12O6 + 2 АДФ + 2 Ф ---> 2 C2H5OH + 2 CO2 + 2 АТФ

C6H12O6 + 2 АДФ + 2 Ф ---> 2 C3H6O3 + 2 АТФ